# ساج أفترا
نقابة ممثلي الشاشة - الاتحاد الأمريكي لفناني الراديو والتلفزيون وتشتهر بالاسم المختصر ساج أفترا (بالإنجليزية: SAG-AFTRA)‏ هي نقابة عمالية أمريكية تمثل ما يقرب من 160,000 مهني إعلامي في جميع أنحاء العالم. ساج أفترا هي عضو في الاتحاد الأمريكي للعمل وكونغرس المنظمات الصناعية (AFL-CIO)، أكبر اتحاد للنقابات في الولايات المتحدة. ساج أفترا هي أيضًا عضوٌ في الاتحاد الدولي للممثلين (FIA).

## تاريخ
شُكلت المنظمة في 30 مارس 2012، بعد اندماج نقابة ممثلي الشاشة والاتحاد الأمريكي لفناني التلفزيون والإذاعة. في يناير 2013، ذكرت مجلة فارايتي أن عملية الاندماج قد جربت "ببعض المطبات" وسط مظاهر حسن النية من كلا الجانبين. تم الإبلاغ عن المشكلة المتبقية الأكثر إلحاحًا وهي دمج صندوقي المعاشات التقاعدية، بشكلٍ منفصلٍ كوسيلة للتعامل مع مسألة المؤدين الذين دفعوا في كل خطة ولكنهم لم يكسبوا ما يكفي بموجب أي من الخطط القديمة للتأهل للحصول على معاش تقاعدي.
كان كين هوارد أول رئيس للنقابة المدمجة. بعد وفاته، خلفه غابرييل كارتريس في عام 2016. في 2 سبتمبر 2021، تم انتخاب فران دريشر من عصبة "اتحدوا من أجل القوة" رئيسًا. دنكان كرابتري-إيرلاند هو المدير التنفيذي الوطني الحالي؛ وقد شغل هذا الدور منذ عام 2021.
يقع المقر الرئيسي لساج أسترا في لوس أنجلوس، كاليفورنيا، وفي مدينة نيويورك، بالإضافة إلى مكاتب محلية أخرى على مستوى البلاد.

## القيادة
| الرئيس          | المدة     |
| --------------- | --------- |
| كين هوارد       | 2012-2016 |
| غابرييل كارتريس | 2016-2021 |
| فران دريشر      | 2021-الآن |

## روابط خارجية
- الموقع الرسمي